# Alan Pardew
Alan Scott Pardew (Wimbledon, Surrey, Reino Unido, 18 de julio de 1961) es un exfutbolista y entrenador inglés.
Los mayores logros de Pardew en el deporte incluyen llegar a la final de la FA Cup tres veces: como jugador con el Crystal Palace en 1990 y como entrenador con el West Ham United en 2006 y en 2016 cuando su equipo Crystal Palace perdió ante Manchester United. También ha logrado el ascenso en tres ocasiones en su carrera, como jugador del Palace y como técnico del Reading y el West Ham. Dirigió Newcastle United de 2010 a 2014.
Como entrenador de Newcastle, Pardew ganó los premios al Entrenador de la temporada de la Premier League y al Entrenador del año de la LMA para la temporada 2011-12 después de guiar a los Magpies al fútbol europeo por primera vez desde el regreso del club a la Premier League. Más tarde dirigió Crystal Palace, West Bromwich Albion y ADO Den Haag, además de trabajar como experto en Sky Sports para la temporada 2017-18 de la Premier League.

## Carrera como entrenador
Reading

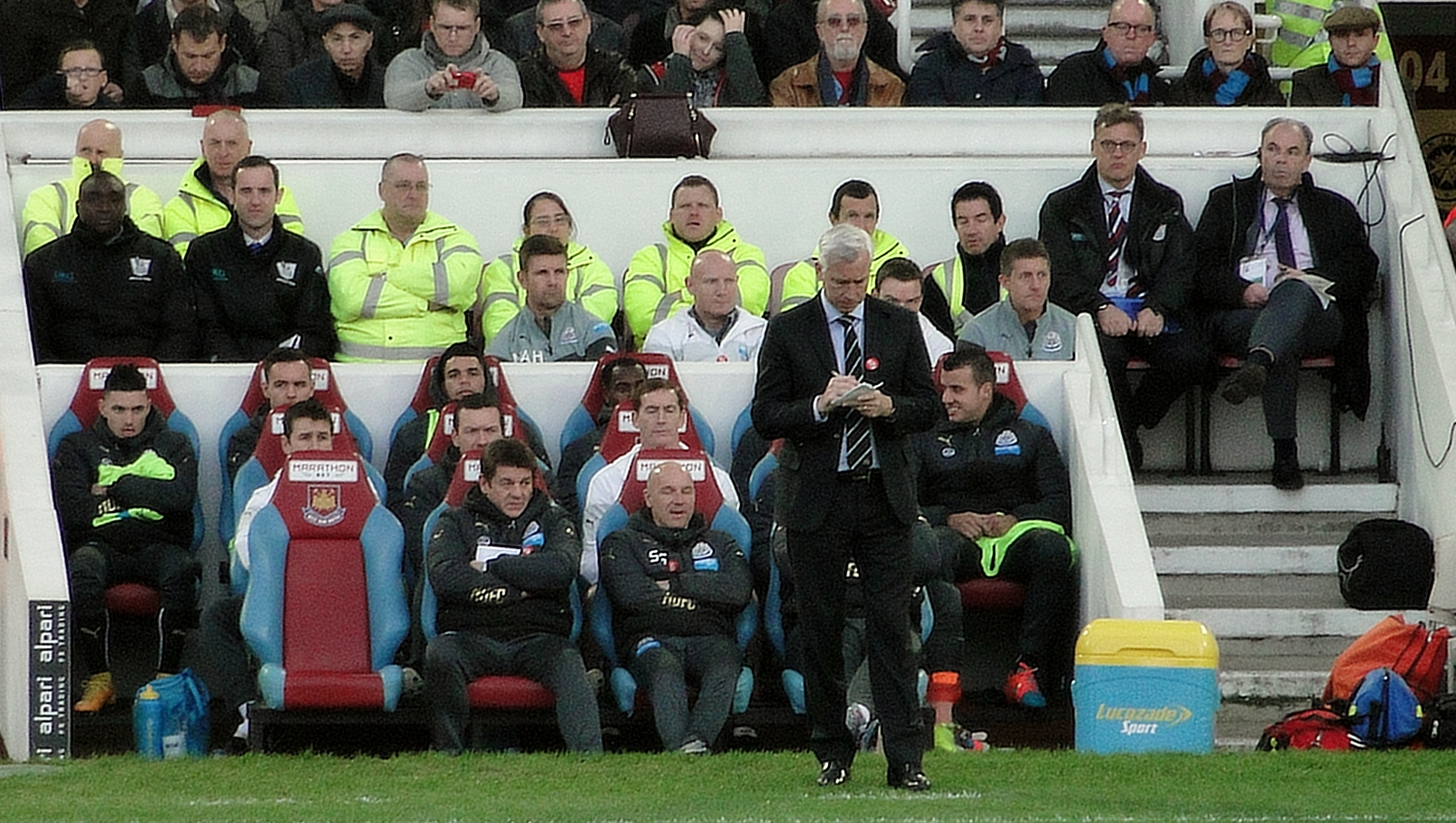
Pardew en Newcastle.

Como entrenador, comenzó dirigiendo al Reading (1999-2003).
West Ham United
Dejó su puesto para incorporarse al West Ham United, con el que logró un ascenso a la Premier League y la permanencia en la temporada siguiente, antes de ser destituido a finales de 2006 tras caer a puestos de descenso.
Charlton Athletic
Días después, Pardew firmó como nuevo técnico del Charlton Athletic, donde no tuvo éxito al descender a la Football League Championship. 
Southampton
También entrenó al Southampton durante poco más de una temporada (2009-2010), siendo cesado tras un irregular inicio en su segunda campaña.
Newcastle United
El 9 de diciembre de 2010, se hizo cargo del Newcastle United. En el banquillo del St James' Park, logró la permanencia en su primera temporada; y al año siguiente, ganó el premio al entrenador del año (Premier League Manager of the Season) en la temporada 2011-2012, donde llevó a las urracas al quinto puesto. Si bien en 2012 renovó su contrato con el Newcastle hasta 2020; a finales del año 2014, con el equipo como 10º clasificado, Pardew dimitió, ya que obtuvo permiso del club para negociar con el Crystal Palace.
Crystal Palace
Pardew fue anunciado como nuevo entrenador del Crystal Palace a partir del 3 de enero del 2015. Sacó al equipo inglés de los puestos de descenso y lo llevó a una cómoda 10.ª posición en la Premier League 2014-15. Además, en la Premier League 2015-16, el Crystal Palace terminó la primera vuelta como 5º clasificado, posición que da acceso a la Liga Europea de la UEFA; aunque en la segunda parte del torneo los Eagles se desinflaron y se tuvieron que confirmar con la permanencia. El 22 de diciembre de 2016, fue despedido tras perder 10 de los 17 partidos disputados en la Premier League 2016-17, dejando al conjunto londinense como 17º clasificado.
West Bromwich Albion
El 29 de noviembre de 2017, Pardew se convirtió en el nuevo técnico del West Bromwich Albion. Fue destituido el 2 de abril, tras 4 meses en el cargo, como consecuencia de 8 derrotas consecutivas que hundieron al equipo inglés en la última posición de la Premier League 2017-18.
ADO La Haya
El 24 de diciembre de 2019, fue contratado por el ADO La Haya de la Eredivisie. 4 meses después, el 28 de abril de 2020, el club anunció que el técnico no iba a continuar.
CSKA Sofia
El 23 de noviembre de 2020, fue nombrado director técnico del CSKA Sofia. El 4 de abril de 2022, Pardew se hizo cargo del primer equipo tras la dimisión del entrenador Stoycho Mladenov.
El 1 de junio de 2022, Pardew dejó el CSKA como entrenador y director técnico después de que sus propios seguidores arrojaran plátanos a los jugadores negros del CSKA.
Aris de Salónica
El 14 de septiembre de 2022, Pardew fue nombrado nuevo entrenador del club griego Aris de Salónica, en sustitución de Germán Burgos. Firmó un contrato de un año con la opción de prorrogar por un año más. Sin embargo, fue destituido el 6 de febrero de 2023.

## Polémicas
El temperamento combativo de Pardew ha generado controversias a lo largo de su trayectoria, involucrándolo en confrontaciones con entrenadores como Arsène Wenger, Martin O'Neill y Manuel Pellegrini. En marzo de 2014, mientras dirigía al Newcastle, Pardew agredió físicamente al futbolista David Meyler, del Hull City, durante un encuentro correspondiente a la Premier League 2013-14. Este incidente le valió una multa impuesta tanto por el club como por la FA, además de una sanción que lo apartó durante siete partidos. En febrero de 2018, en su rol como técnico del West Bromwich Albion, con el equipo en una delicada situación de descenso, organizó una salida grupal a Barcelona, donde varios jugadores del club estuvieron implicados en un escándalo por el robo de un taxi bajo los efectos del alcohol. Pardew fue criticado por su falta de control sobre el vestuario, siendo acusado de permitir que la indisciplina prevaleciera en sus equipos.

## Clubes

### Como jugador
| Club               | País       | Año       | Partidos | Goles |
| ------------------ | ---------- | --------- | -------- | ----- |
| Whyteleafe         | Inglaterra | 1980-1981 | 27       | 3     |
| Epsom & Ewell      | Inglaterra | 1981-1983 | 45       | 1     |
| Corinthian Casuals | Inglaterra | 1983-1984 | 36       | 5     |
| Dulwich Hamlet     | Inglaterra | 1984-1986 | 58       | 2     |
| Yeovil Town        | Inglaterra | 1986-1987 | 19       | 1     |
| Crystal Palace     | Inglaterra | 1987-1991 | 128      | 8     |
| Charlton Athletic  | Inglaterra | 1991-1995 | 104      | 24    |
| Tottenham Hotspur  | Inglaterra | 1995      | 0        | 0     |
| Barnet             | Inglaterra | 1995-1997 | 67       | 0     |
| Reading            | Inglaterra | 1997-1998 | 0        | 0     |

### Como entrenador
Actualizado de acuerdo al último partido dirigido el 12 de febrero de 2023
| Club                      | País         | Año       | PJ  | PG  | PE  | PP  | Efectividad |
| ------------------------- | ------------ | --------- | --- | --- | --- | --- | ----------- |
| Reading                   | Inglaterra   | 1999-2003 | 211 | 102 | 52  | 57  | 56.56%      |
| West Ham United           | Inglaterra   | 2003-2006 | 163 | 67  | 38  | 58  | 48.88%      |
| Charlton Athletic         | Inglaterra   | 2006-2008 | 90  | 28  | 26  | 36  | 40.74%      |
| Southampton               | Inglaterra   | 2009-2010 | 64  | 34  | 17  | 13  | 61.98%      |
| Newcastle United          | Inglaterra   | 2010-2014 | 185 | 71  | 41  | 73  | 45.77%      |
| Crystal Palace            | Inglaterra   | 2015-2016 | 87  | 35  | 13  | 39  | 45.21%      |
| West Bromwich Albion      | Inglaterra   | 2017-2018 | 21  | 3   | 5   | 13  | 22.22%      |
| ADO Den Haag              | Países Bajos | 2019-2020 | 8   | 1   | 3   | 4   | 25%         |
| PFC CSKA Sofía            | Bulgaria     | 2022      | 7   | 1   | 3   | 3   | 28.57%      |
| Aris Salónica Fútbol Club | Grecia       | 2022-2023 | 21  | 9   | 3   | 9   | 45.45%      |
| Total                     | Total        | Total     | 858 | 351 | 201 | 306 | 48.71%      |